# Zamopsyche
Zamopsyche is een geslacht van vlinders uit de familie van de zakjesdragers (Psychidae). De wetenschappelijke naam van dit geslacht is voor het eerst voorgesteld door Harrison Gray Dyar Jr. in een publicatie uit 1923.

## Soorten
- Zamopsyche commentella Dyar, 1923
- Zamopsyche haywardi Köhler, 1939